# Alto Milanese
Le terme Alto Milanese s’applique au territoire qui se trouve juste à la limite de la province de Milan et de Varèse.
Le noyau central de l’Alto Milanese est constitué par la conurbation de Legnano, Castellanza, Busto Arsizio, Gallarate et correspond à l'une des zones les plus industrialisées et les plus peuplées d’Italie.
Le territoire est arrosé par le fleuve Olona et ses affluents, les torrents Lura, Bozzente et Arno, et également par le canal Villoresi.
Il est traversé par l’autoroute des Lacs (A8 et A9), la route nationale 33 du Simplon et par les lignes ferroviaires Milan-Gallarate et Saronno-Novare.
Il accueille l’aéroport international de Malpensa.

## Histoire
Durant le Haut Moyen Âge, l’Alto Milanese a été divisé entre les Contadi de Seprio (capitale Castelseprio) et de la Burgaria (probablement sous Parabiago), deux comtés dépendant de la région historique de Milan. Entre les XIIIe et XVe siècles, avec la disparition des deux comtés, l’Alto Milanese commença à se distinguer comme zone d’influence de Gallarate et Legnano.
Jusqu’à la création de la province de Varèse en 1927, les contours de l'Alto Milanese seront bien définis : en effet, le territoire est constitué par la circonscription de Gallarate (incluse à cette époque dans la province de Milan), siège de la sous-préfecture.
L’ancienne zone de l’Alto Milanese, créée en 1971, comprenait les communes de :  Albizzate, Arconate, Arsago Seprio, Besnate, Buscate, Busto Arsizio, Busto Garolfo, Cairate, Canegrate, Cardano al Campo, Carnago, Casorate Sempione, Cassano Magnago, Castano Primo, Castellanza, Cavaria con Premezzo, Cerro Maggiore, Dairago, Fagnano Olona, Ferno, Gallarate, Golasecca, Gorla Maggiore, Gorla Minore, Jerago con Orago, Legnano, Lonate Pozzolo, Magnago, Marnate, Nerviano, Oggiona con Santo Stefano, Olgiate Olona, Parabiago, Rescaldina, Samarate, San Giorgio su Legnano, San Vittore Olona, Solbiate Arno, Solbiate Olona, Somma Lombardo, Villa Cortese, Vizzola Ticino.